# 白陽丸
白陽丸（はくようまる）は、大阪商船が樺太航路向けとして1942年に建造した貨客船で、日本最大の近海砕氷船である。太平洋戦争で日本海軍に徴用されて軍事輸送に従事したが、1944年に千島列島から北海道へ向かう途中でアメリカ海軍潜水艦に撃沈され、民間人を含む乗船者約1500人のほとんどが死亡した。

## 建造
第二次世界大戦前の日本では、樺太が日本統治下であったために、砕氷機能を有する商船の建造が比較的盛んであった。命令航路として樺太定期便が運航され、日本郵船系の近海郵船と大阪商船系の北日本汽船が、鉄道省の稚泊連絡船とともに就航していた。一方、当時の日本海軍は正規砕氷艦を「大泊」1隻しか保有しておらず、他に専用砕氷船としては朝鮮総督府の「鎮南丸」など500トン以下の小型船2隻が満州と朝鮮にある程度だった。そこで、有事の際には北方作戦用に徴用するため、軍の統制下で有力な砕氷商船の建造計画が進められた。その結果、ライバル企業2社で1隻ずつの準同型船として建造が決まったのが、日本郵船の「高島丸」と大阪商船の「白陽丸」である。建造費用も海軍による特殊助成を受けている。太平洋戦争勃発により建造中の貨客船のほとんどは貨物船などに計画変更された中、例外的に貨客船のまま建造が続行された。
「白陽丸」は三菱重工業神戸造船所で建造され、1942年（昭和17年）8月に進水、同年中に竣工した。神戸造船所は砕氷船の建造経験が無かったため、「高島丸」の建造を担当した三菱重工業横浜船渠から線図の提供を受けることになり、船体は同型で主機も同じレンツ式レシプロエンジン2基を搭載した。「高島丸」とは上部構造物の外形などに若干の差があり、わずかに喫水の深い本船の方が同一船体ながら垂線間長が長く、トン数もわずかに大きい5742総トンに達した。北日本汽船の既存砕氷船で最大の「白海丸」（2921総トン）や日本の戦前最大の砕氷船である稚泊連絡船「宗谷丸」（3593総トン）を大きく上回るトン数で、北日本汽船が建造中だった「白龍丸」（3181総トン）よりも大きく、当時は日本史上最大の砕氷船となった。その後も、日本の近海砕氷船として本船を越える規模の船は現れていない。
砕氷船としての機能も当時の日本船の中では優れたもので、準姉妹船の「高島丸」のデータによると砕氷能力約1mとされる。船首は緩やかな傾斜を帯びた形状の砕氷型で、外板に25mm鋼板を2重に張った強固な構造だった。船体も丸みを帯びた断面の砕氷船独特のもので、舷側は喫水線上まで傾斜がかかっており、ローリング（横揺れ）が激しく乗り心地は良くなかった。また、船首と船尾および両舷に注排水タンクが設けられており、厚い氷に衝突して乗り上げた後、タンクに水を出し入れして船体を傾けることで砕氷する機能が付いていた。船体を船首尾方向に傾けるトリミングだけでなく、左右に傾けるヒーリングも可能なことは、「大泊」が有しない新機能だった。結氷期には、破損防止のためにスクリューを鋼製のものと換装する。
戦時の自衛用として船首に砲座が設けられ、8cm砲1門が装備された。

## 運用

### 海軍により徴用
太平洋戦争中の竣工となったため、主に海軍省の一般徴用船として人員および軍需物資輸送に使用された。『大阪商船株式会社八十年史』によれば竣工と同時に日本海軍の使用船となったが、野間（2002年）によれば竣工から半年間の行動は詳細不明である。
復員庁第二復員局作成の『海軍指定船名簿』によると、1943年（昭和18年）4月24日付で一般商船のまま乗員だけ軍属扱いとする海軍指定船に指定された。同年6月末までは、新潟港・小樽港・樺太（真岡港・恵須取港）の間で輸送航海を繰り返している。その後、7月7日に室蘭港を出て、神戸港経由で東京湾へ回航された。
海軍省兵備局作成の『徴傭船舶名簿』によると、1943年（昭和18年）7月16日付で回航先の横須賀港において海軍省の一般徴用船となった。徴用後最初の航海では、横須賀から門司・奄美大島・高雄港・廈門・香港などを経て海口まで南下した。復路は基隆や佐世保港を経て、9月10日に大阪へ到着した。9月11-27日に大阪鉄工所で修理を受けた後、28日に大阪を出て呉港・旅順・大連港・室蘭を経て10月15日に大湊港へ戻った。
以降は沈没時まで、大湊を拠点として千島列島北部への輸送任務に従事した。1943年10月24日に大湊を出ると、幌筵島の武蔵湾と擂鉢湾に碇泊、11月26日に小樽へ戻った。12月上旬に青森港まで往復して大湊に戻った後、大阪に回航して12月23日から翌年2月2日まで大阪鉄工所で修理を受けている。門司から朝鮮半島の汀羅を経て大湊に戻った後、5月下旬までに釧路港にも寄港しつつ占守島片岡・幌筵島柏原方面への輸送を3往復実施。6月以降も、占守島や幌筵島への輸送にたびたび赴いた。

### 最後
本船の最後の航海は、占守島駐留の海軍部隊及び民間の漁業関係者の引揚輸送であった。1944年（昭和19年）10月15日に大湊から出航、小樽を経由して22日に占守島片岡に到着。転進する航空基地の要員や傷病兵などの人員と、ドラム缶詰めの航空用ガソリンなど物資4020トンを収容した。乗船者総数は船員150人を含め1470人とされる。
10月23日、「白陽丸」は、陸軍徴用輸送船「梅川丸」および特設砲艦「豊国丸」とともに護送船団のヲ303船団を組み、駆逐艦「神風」と海防艦「福江」の護衛で片岡から小樽へと出航した。24日午前2時に敵潜水艦が接近していると判断されたため反転したが、その後、再び反転して航行を続けた。次第に天候が悪化して霙と強風の時化となり、「白陽丸」は「福江」の護衛で分離して南下することになった。視界不良で「福江」の姿も見失う状況だった。
10月25日午前7時45分頃、「白陽丸」はアメリカ潜水艦「シール」の雷撃を受け、急速回避したが間に合わず、魚雷3発が命中した。直撃された2番船倉の航空用ガソリンが爆発を起こし、それから1分少々の短時間で沈没してしまった。沈没地点は日本側記録によれば北緯50度20分 東経150度20分 / 北緯50.333度 東経150.333度、アメリカ側記録によれば得撫島北方北緯50度18分 東経150度50分 / 北緯50.300度 東経150.833度で、陸軍徴用の準姉妹船「高島丸」が4か月前に撃沈されたのとほぼ同地点である。低い海水温や荒い波のために体力の消耗が激しかったこともあり、救助されたのは船員3人・警戒隊員1人などわずか20人であった。大内健二によれば死者数は1451人で、太平洋戦争における日本輸送船の死者数としては28番目に多い。生存者も海面に流れ出した燃えるガソリンにより火傷を負い、無傷ではすまなかった。